# Роберт Вейтон
Роберт Вейтон повне ім'я Роберт Грант Піттс Вейтон (англ. Robert Grant Pitts "Bob" Weighton; нар. 29 березня 1908, Кінгстон-апон-Галл — 28 травня 2020, Південно-Східна Англія) — британський довгожитель вік якого підтверджений Групою геронтологічних досліджень (GRG), Книгою рекордів Гіннеса та Групою LongeviQuest (LQ). Після смерті Тітецу Ватанабе і до своєї смерті був найстарішим живим чоловіком у світі. Помер у віці 112 років, 60 днів.

## Біографія
Роберт Вейтон народився 29 березня 1908 року у місті Кінгстон-апон-Галл, Йоркшир, Англія, Велика Британія. Він був одним із семи дітей.
До 16 років Роберт Вейтон навчався у школі, якою його батько щороку платив по 3 фунти. Після цього він пройшов курс морської інженерної справи.
Після отримання кваліфікації Роберт Вейтон переїхав до Тайваню, щоб викладати в місіонерській школі, але спочатку йому довелося провести два роки в Японії, вивчаючи мову.
У 1937 році одружився з жінкою, на ім'я Агнес, яку знав ще з часів навчання в Великій Британії. Їхнє весілля проходило в Гонконгу. Пізніше вони повернулися назад на Тайвань, де народилася їхня перша дитина на ім'я Девід.
У 1939 році сім'я вирішила повернутися до Сполученого Королівства, проте була відправлена в Торонто, Канада, через початок Другої світової війни, там у них народилося ще двоє дітей, Пітер та Дороті.
Пізніше вони переїхали в Коннектикут, США, де Роберт Вейтон працював на фабриці, яка виробляла літаки для Британії, щоб допомогти їм у війні. Він також тісно співпрацював з американською секретною службою.
Після цього вони переїхали до Вашингтона, а потім повернулися до Англії після закінчення війни. Після повернення на батьківщину Роберт Вейтон обійняв викладацьку посаду у Міському університеті в Лондоні.
У 1973 році Роберт Вейтон разом з дружиною переїхав до Олтона, графство Гемпшир, Англія. У 1995 році його дружина Агнес померла, більше Роберт Вейтон не одружився. У 2014 році помер їхній син Пітер.
Станом на 2016 рік Роберт Вейтон мав 10 внуків і 25 правнуків. У листопаді 2016 року Роберт Вейтон, разом з Альфом Смітом, який народився того ж дня, став найстарішим чоловіком Великої Британії. Після смерті Сміта 4 серпня 2019 Вейтон утримував цей титул самий.
Станом на березень 2019 року, незадовго до свого 111 дня народження, він все ще міг самостійно ходити в магазин. В інтерв'ю, присвяченому його 111-річчю, він пожартував, що його секрет довголіття полягає в тому, щоб «уникати смерті». У червні 2019 року він дав інтерв'ю BBC Radio 4, у якому розповів про своє життя.
У березні 2020 року Роберт Вейтон був змушений скасувати святкування свого 112-го дня народження через COVID-19. Він також не зміг відвідати офіційну особу Книги рекордів Гіннесса, щоб бути визнаним найстарішим чоловіком у світі. Натомість будинок для людей похилого віку, де жив Роберт Вейтон, організував для нього на балконі пісню «З днем народження» і вручив йому сертифікат з безпечної відстані.
Помер Роберт Вейтон 28 травня 2020 року, від раку легень, у віці 112 років, 60 днів. На момент своєї смерті він також входив до 40 найстаріших чоловіків в історії. Після його смерті найстарішим чоловіком землі став пуерториканець Еміліо Флорес Маркес, який був молодшим за Вейтон майже на 3 місяці.

## Рекорди довгожителя
- 27 листопада 2016 року разом з Альфом Смітом став найстарішим чоловіком Великої Британії.
- 24 грудня 2019 року разом з Джоан Хоккард став найстарішою людиною, що живе в Великій Британії.
- З 23 лютого 2020 року до самої смерті був найстарішим живим чоловіком на землі.